# 王從義
王從義（1573年—？），字與權，號行素，山西大同府大同縣人，民籍，明朝政治人物。

## 生平
萬曆十九年（1591年）辛卯科山西鄉試第五十二名舉人，三十五年（1607年）中式丁未科會試第二百九十六名，三甲第一百七十二名進士。戶部觀政，授大理寺右評事，同年丁父憂。服闋，四十年（1612年）起復原職，同年升戶部主事，四十二年（1614年）升員外郎，四十六年（1618年）升郎中，四十七年（1619年）出為東昌府知府，天啟元年（1621年）升山東按察司副使，三年（1623年）升河南布政使司右參政，四年（1624年）升山東右布政使，六年（1626年）升河南左布政使，崇禎元年（1628年）任都察院右副都御史、巡撫山東，二年（1629年）加戶部右侍郎，兼右副都御史，三年（1630年）引疾致仕歸里。丁母憂，哀毀骨立。

## 家族
曾祖王洪；祖父王有成；父王景新，壽官。嫡母吳氏；生母馬氏。慈侍下。兄王恂、王惇、王從道、王從德。